# Salvatore Galgano
Salvatore Galgano (Albano di Lucania, 24 maggio 1887 – Roma, 1965) è stato un giurista italiano.

## Biografia
Fu professore incaricato di istituzioni di diritto civile all'Istituto superiore "Cesare Alfieri" di Firenze (1914-15) e a quello di scienze economiche e commerciali di Venezia (1921-22). Ordinario dal 1920, insegnò diritto civile presso le facoltà di giurisprudenza delle università di Macerata (1923-24), Palermo (1923-26) e Napoli (1926-35), dove ebbe anche l'incarico di diritto processuale civile.
Dal 1936 insegnò diritto processuale civile, succedendo a Giuseppe Chiovenda, e (primo docente di tale materia nella storia delle facoltà giuridiche italiane) diritto privato comparato a Roma, dove concluse la sua carriera accademica nel 1962. Fondatore dell'Istituto di studi legislativi, del quale fu a lungo segretario generale, e dell'Annuario di diritto comparato e di studi legislativi, del quale assunse la direzione. 
Partecipò ai lavori che portarono al codice civile del 1942, ma solo fino al 1938 giacché dopo quella data fu allontanato dalla commissione in quanto vittima della legislazione razziale. 
Fra i suoi allievi, i processualisti Elio Fazzalari e Luigi Montesano (anche se il primo fu soprattutto vicino ad Antonio Segni, chiamato alla facoltà romana di giurisprudenza nel 1953, e il secondo a Virgilio Andrioli nel periodo in cui quest'ultimo ha insegnato diritto processuale civile a Napoli e poi a Firenze).

## Opere Fondamentali
- Sulla dottrina della sostituzione processuale (1911)
- I limiti soggettivi dell'antica "usucapio" (1913)
- Essenza della buona e mala fede (1914)
- Repertorio della legislazione mondiale (1932)